# Броуд, Грэм
Грэм Броуд (англ. Graham Broad; 10 марта 1957, Хаммерсмит, Западный Лондон, Англия) — британский барабанщик и перкуссионист.
Сотрудничал со многими исполнителями: Роджер Уотерс, Тина Тернер, The Beach Boys, Джефф Бек, Ван Моррисон, Брайан Адамс, Билл Уаймен, Джордж Майкл и другие.

## Биография
Играет на барабанах с 15 лет. Окончил Королевский колледж музыки в 1970 году.
С 1987 года по большей части играет с бывшим участником Pink Floyd Роджером Уотерсом. Он участвовал в записи альбома Radio K.A.O.S. и в турне в его поддержку. Вошёл в созданную Уотерсом группу The Bleeding Heart Band, в составе которой участвовал в The Wall Concert in Berlin в 1990 году. Участвовал в записи третьего сольного альбома Уотерса Amused To Death, вышедшего в 1992 году. В 1999—2002 годах участвует в турне Уотерса In the Flesh. Участвовал в турне The Dark Side of the Moon Live, начавшийся в июне 2006 и участвовал в нём до июля 2007, участвовал в нескольких концертах весной 2008 года, а также в концертах американской и европейской частей тура The Wall Live (2010—2011).
Участник группы Bill Wyman's Rhythm Kings. Участвовал в записи альбома Double Bill.